# Afro-europeus
Africanos na Europa são as pessoas com ascendência da África Subsaariana e África Ocidental que nasceram ou naturalizaram-se em algum país europeu, ou também migrantes africanos que estabeleceram residência na Europa.
Há uma estimativa de 8 milhões de negros residindo na Europa, cerca de 1.0% da população europeia.[carece de fontes?]
Cerca de 3 milhões são afro-franceses, perto de 1,9 milhões são afro-britânicos e outro milhão está contabilizado na população de outros países da Europa Ocidental.
Um artigo no jornal The New York Times estimou a população francesa de origem africana em algo em torno de 3 a 5 milhões de pessoas.
No Reino Unido, a população de origem africana teve um aumento de 40% no período de 2001 a 2009, sendo estimada em algo em torno de 1 a 1,5 milhão de pessoas..
A população de origem africana nos Países Baixos gira em torno de 5%.

## Indivíduos notáveis

### Celebridades
Muitas figuras históricas europeias possuem ancestralidade africana entre elas o poeta russo Alexander Pushkin, o português Padre António Vieira, o poeta português Almada Negreiros, o militar português João Fernandes Vieira, o escritor francês Alexandre Dumas, o destacado violinista George Polgreen Bridgetower, o poeta inglês Samuel Coleridge-Taylor e o ativista inglês John Archer.

### No futebol
Jogadores de origem africana respondem por volta de 20% dos jogadores de futebol em vários campeonatos "europeus". Até recentemente, contudo, literalmente não havia pessoas de origem africana entre treinadores, ou ocupando posições administrativas relacionadas ao futebol. Frank Rijkaard se tornou o primeiro treinador de um país europeu quando foi treinador da Seleção Holandesa de Futebol em 2000, e desde então tem sido um treinador de sucesso na Espanha. Recentemente, Pape Diouf, natural do Senegal, se tornou chairman do Olympique de Marseille. Harry Roselmack se tornou o primeiro apresentador de notícias na televisão, na França. Paul Ince se tornou o primeiro gerente de time da English Football League Championship (o Blackburn Rovers, tendo sido antes o primeiro capitão da Seleção Inglesa de Futebol de origem africana).